# 郭墅镇
郭墅镇，是中华人民共和国江苏省盐城市阜宁县下辖的一个乡镇级行政单位。

## 行政区划
郭墅镇下辖以下地区：
孙郑社区、张庄社区、阜阳社区、兴庄社区、西北社区、马河社区、刘河社区、王庄社区、东沙港社区、西季社区、沿川村、刘李村、孙灶村、唐城村、沙河村、阜沙村和许祝村。